# غاليكش
غاليكش (بالفارسية: گالیکش) هي مدينة تقع في إيران في غلستان. يقدر عدد سكانها بـ 20,009 نسمة .